# Alberto Mansueti
Alberto Anibal Antonio Mansueti (Ciudad de Santa Fe, Argentina, 20 de septiembre de 1947) es un político, politólogo, jurista y escritor argentino. Es conocido por ser el precursor del movimiento latinoamericano de las Cinco Reformas y por ser el impulsor de varios proyectos políticos partidistas liberales clásicos en el continente. Es el mayor promotor y difusor del fusionismo en América Latina, una teoría política expuesta por Frank S. Meyer y anteriormente desarrollada por el político español Práxedes Mateo Sagasta.
También se desempeñó profesionalmente como profesor universitario y como investigador de opinión y mercados; periodismo (escrito y radial), publicidad y efectividad comunicacional; campañas políticas y electorales. Así como consultor en impacto de políticas públicas económicas y reformas legales en los mercados. Tiene experiencia como político activo, y asesor político en varios países, especialmente Perú y Venezuela.

## Biografía
Nacido en una familia de padre músico y de madre ama de casa a tiempo completo, siendo Alberto Mansueti el segundo de dos hijos; su hermano mayor ya fallecido, le llevaba 10 años de edad y toda su vida ejerció la carrera militar.   
Su primer y anecdótico acercamiento a la política se dio el 16 de septiembre de 1955, cuando se produjo la Revolución Libertadora, nombre con el que se conoce a la dictadura cívico-militar que gobernó la República Argentina tras haber derrocado al presidente Juan Domingo Perón. Con apenas 8 años, Alberto comenzó a plantearse los motivos de las disputas entre sus familiares por temas políticos, lo que lo llevó a buscar respuestas en el mundo académico, convirtiéndose así en un socialista. Sus estudios medios (bachillerato) los realizó en los años 60, en el Colegio de la Inmaculada Concepción, una institución jesuita de su ciudad natal, donde fue influenciado por las ideas marxistas de sus profesores que adherían a la teología de la liberación. Posteriormente entró a estudiar abogacía, en la Universidad Nacional del Litoral, en Argentina, donde empezó a dudar de algunos postulados marxistas. Luego de haberse graduado como abogado, decidió empezar a estudiar Ciencias Políticas en la Universidad del Salvador, una institución privada confesional católica y jesuita, pero fue expelido por causas ideológicas, con el pretexto de que ya tenía un título universitario y que por lo tanto le quitaba el lugar a otros estudiantes que no lo tenían. Fue así como continuó sus estudios en Política en la Universidad Nacional del Rosario.  
Ya con el título de politólogo, en los tiempos del regreso de Juan Domingo Perón, decide salir del país y mudarse a Venezuela en el año de 1974. Fue en Venezuela donde empieza su formación autodidacta con el tema del liberalismo, estudiando a autores como Ludwig Von Mises, Friedrich Von Hayek y Karl Popper. En el año de 1975 comienza a ejercer como docente universitario e investigador en la Universidad Central de Venezuela, bajo la tutoría del Dr. Manuel García-Pelayo, hasta 1978. Nuevamente, por cuestiones ideológicas fue expelido de la Universidad donde enseñaba. Obtiene la oportunidad de estudiar un taller de encuestas y estadística con el Dr. George Gallup, quien llegó a Caracas para la creación de ''franquicias'' de The Gallup Organization. En los 80's se convierte en un acérrimo militante del liberalismo clásico y cofunda junto al escritor venezolano Julio Camino, quien en ese tiempo era diputado, la Fundación Libertas, para promover el capitalismo liberal por la vía de la acción política partidista. También se unió al partido Nueva Generación Democrática, un partido político venezolano con ideología liberal que prácticamente se disolvió en 1998. Posteriormente, con la llegada de Hugo Chávez al poder, a finales del siglo XX, Alberto Mansueti se une a otras personas para fundar un partido político regional de ideología liberal. Comenzó en Perú en el 2003, al llegar ese país, se unió con José Luis Tapia Rocha, Myriam Janet Ortiz Herrera, y otros peruanos más para fundar el Partido Liberal del Perú. Sin embargo, Hugo Chávez dio persecución política a los líderes del partido y metió en un proceso judicial a Alberto y sus compañeros.   
Al concluir el proceso empezó a viajar a Perú donde se quedó hasta febrero de 2004, para colaborar con el desarrollo del Partido liberal del Perú mediante conferencias, seminarios, programas de radio y televisión que fueron auspiciados por el Instituto de Libre Empresa. También empezó a viajar a Guatemala por invitación de la Liberty Fund, vinculada a la Universidad Francisco Marroquín. En año 2005 se une a varias personas para fundar Rumbo Propio, un movimiento político venezolano con intención de convertirse en un partido político, que fue un rotundo fracaso por el escaso apoyo de la población. En el año 2007 decide irse a vivir a Guatemala, contando con el apoyo de un amigo Francisco Bianchi Castillo, quien falleció a los 6 meses posteriores a la mudanza de Alberto al país. Básicamente quedando solo en Guatemala, comenzó a tener relaciones más cercanas con la Universidad Francisco Marroquín y su fundador el Dr. Manuel Ayau. Al mismo tiempo comenzó a colaborar con el Dr. Harold Caballeros en la fundación de la Universidad de San Pablo de Guatemala, donde al principio fue nombrado decano de la Facultad de Derecho y Ciencias Políticas -aunque ya no se concretó como tal- y también formó parte del comité para la creación del Partido Visión con Valores (VIVA). Fue en su estadía en Guatemala cuando escribe su libro Las Leyes Malas.

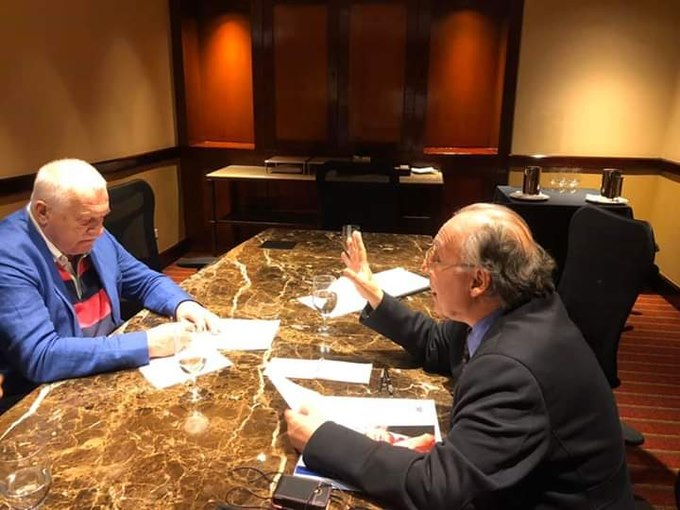
Alberto Mansueti y Václav Klaus en Guatemala

En el 2009 decide mudarse de Guatemala para Perú. Antes de mudarse a Guatemala en 2007, había estado ya en Perú, donde escribió su libro La Salida en el año 2003, con el prólogo de Álvaro Vargas Llosa. En el 2009 funda en el Perú el Centro de Liberalismo Clásico, un centro de provisión de municiones intelectuales, proyectos, programas, planes, tácticas y propuestas para avanzar el liberalismo clásico en los países de América Latina. También fundó junto a otras personas el partido político Perú Nuevo, el cual después se saldría del rumbo inicial. Posteriormente en el 2018 ayudaría fundar el partido político Devolución, en el Perú, liderado por José Luis Tapia, partido que nace durante el desarrollo del III Foro Liberal de América Latina realizado en Guatemala.    
En julio del año 2013 decide mudarse de Perú a Bolivia. En el país funda con su colega Anji Camacho, la Academia Cristiana Cristiana de Ciencias Políticas, un centro de enseñanza político-teológico. En el año 2016, funda en Santiago de Chile junto a algunos de sus discípulos latinoamericanos, el Foro Liberal de América Latina, una plataforma dedicada a la incubación de líderes y partidos políticos de derecha liberal y antítesis del socialista Foro de Sao Paulo. En el año 2018, el Foro Liberal realizó su tercera edición, contando con la presencia de Vaclav Klaus, expresidente de la República Checa, a quien Mansueti tiene como un referente de gobernante liberal. Otro gran referente de Alberto también es el político estadounidense Ron Paul.     
En noviembre del año 2019, regresa Guatemala con la intención de mudarse de manera permanente, para asesorar y colaborar con la fundación del Movimiento Familia, un partido político liberal, liderado por el ingeniero Jorge David Chapas. Sin embargo, a causa de varios inconvenientes que se suscitaron, decidió mudarse a México a principios del 2020 donde actualmente reside.

## Pensamiento
Alberto Mansueti se ha caracterizado, a diferencia de muchos teóricos del liberalismo en América Latina, por promover la acción política, es decir, la necesidad de creación de partidos políticos liberales dentro de un marco de democracia representativa, tal y como decía Ludwig Von Mises. Por lo tanto, Mansueti ha sido un fuerte crítico de los Think Tanks liberales-libertarios, argumentando que estos se han dedicado únicamente a la difusión de las ''ideas de la libertad'' y se han olvidado casi por completo de la incursión política, teniendo en su mayoría, incluso, tendencias antipolíticas. También es un crítico del anarcocapitalismo, considerándolo una utopía al mismo nivel del anarcocomunismo. Alberto cree en la importancia de la civilización occidental y del cristianismo para el desarrollo del liberalismo, por ende, también se opone a todo tipo de libertarismo antirreligioso, aunque sus movimientos políticos nunca han sido de carácter confesional, sino secular. 
Es el mayor promotor y difusor del fusionismo en América Latina, una teoría política que cree en la combinación filosófica y política o "fusión" del conservadurismo tradicionalista con el liberalismo político y económico, tanto como estrategia política electoral, como en un programa de gobierno. Algunos gobiernos fusionistas han sido el de Margaret Thatcher en Europa y Ronald Reagan en Estados Unidos. 
Mansueti considera que América Latina sufre un problema al que llama ''La Histeria Anticorrupción'', que consiste en enfocarse en la corrupción como el mero problema que hay que solucionar, cuando él considera que la corrupción es solamente un síntoma o consecuencia del verdadero problema a solucionar que es el estatismo. 
Mientras vivía en Guatemala, estudió el tema del desarrollo del capitalismo en los Tigres Asiáticos y los Leones Africanos, así como los gobiernos fusionistas de Estados Unidos y Europa. Con apoyo de las encuestas y las estadísticas planteó los problemas que las personas en América Latina consideraban que les impedían progresar: en lo político la falta de seguridad, justicia y obras de infraestructura; en lo económico, las regulaciones y los impuestos; en lo social el pésimo servicio en la educación, salud y pensiones por parte del Estado. Para solucionar estos problemas propuso un proyecto político al que llamó La Gran Devolución, que consiste en hacer las respectiva separaciones entre lo público y lo privado, para esto se basó en autores como Abraham Kuyper, quien fue Primer Ministro de los Países Bajos a principios del siglo XX y en la teoría de la Soberanía de las Esferas, así como en el sociólogo conservador Thomas Sowell.  
Al mismo tiempo propuso un programa político que consistía en cinco reformas, para solucionar los problemas ocasionados por el estatismo que impedían el progreso de los países y que no los dejaban salir del subdesarrollo. Estas cinco reformas estarían bajo los principios de gobierno limitado, mercados libres y propiedad privada.

### Influencia y aportes
Alberto Mansueti cree en la importancia de reivindicar la política como profesión. Considera que los políticos que adhieren al populismo y al estatismo, no son verdaderos políticos, sino que él los llama 'politiqueros'. 
En sus artículos, ensayos y libros, siempre reconoce infinidad de influencias. Insiste en que su trabajo es nada más que reunir y combinar fragmentos de información, experiencias, estudios y teorías, que estaban esparcidos en diversas fuentes, para integrarlos en un plan de gobierno, “Las Cinco Reformas”, y el consiguiente proyecto político, “La Gran Devolución” para América Latina. No obstante, ha hecho algunos aportes, más a la acción que al pensamiento liberal clásico.
En su libro “Las Leyes Malas” pone el foco de atención en la profusa legislación estatista, sea de tipo mercantilista “proteccionista” o socialista, dictadas a lo largo del siglo XX, como la raíz y causa de los actuales problemas latinoamericanos. Para la solución de estos problemas, sugiere derogación total o parcial de esas leyes. Dicho libro se inspiró en “Economía en una lección” de Henry Hazlitt, a su vez inspirado en “La Ley” de Frédéric Bastiat. 
Sostiene que la política no es “el arte de lo posible”, como algunos teóricos proponen, sino el arte de hacer posible aquello que es justo, preciso y conveniente para el interés público, qué el considera, se traduce en derogar ''las leyes malas'' para empoderar a las personas por medio de su programa político. Mansueti considera que se requieren partidos políticos, para impulsar sus reformas desde los “poderes públicos”, por medios no violentos, negociando acuerdos en todo lo que no sea innegociable, o decidiendo por las reglas de la mayoría, así como bajo las guías de teorías políticas, construidas sobre los fundamentos establecidos por autores destacados, como Robert Dahl y Giovanni Sartori, entre otros. 
Mansueti es un mordaz crítico de lo que llama “la derecha mala”, refiriéndose a la derecha política iliberal, a la quien acusa de cobarde, chapucera, incapaz. Asegura que esta ''derecha mala'' no hace reformas, porque no sabe, no puede o no quiere.
Como político cristiano, Mansueti confronta la “Teología de la Liberación” marxista, asegurando que esta pretende ver el ''Reino de Dios'' en el socialismo comunista. Al mismo tiempo confronta la política estatista confesional, refiriéndose a la “derecha cristiana conservadora”. Sostiene que los cristianos tienen principios, reglas de conducta, valores y convicciones tan buenas, que no necesitan de la coerción o de la fuerza pública para imponerse, como sí lo requieren en cambio otras ideas generalmente contrarias a las mismas. Por eso, afirma que quiere presente la Biblia y las oraciones en las escuelas privadas de los cristianos, pero no en la enseñanza estatal. Precisamente es por eso que propone la privatización de la educación, con el fin de garantizar la libertad religiosa para todos los ciudadanos.

### Las Cinco Reformas

#### Reforma política
El gobierno se dedicaría solamente a brindar seguridad, defensa, justicia y obras de infraestructura pública. Se privatizarían los partidos políticos. La base de la reforma política sería el principio de gobierno limitado.

#### Reforma económica
Se implementaría el principio de libre mercado. Economía abierta, eliminación de aranceles, cierre de aduanas, reducción de impuestos y la aplicación del patrón oro, dentro de un sistema basado en la ley de la oferta y la demanda.

#### Reforma Educativa
Se privatizaría y desregularía la educación. Los docentes y el personal administrativo adquirirían como pasivo laboral las instalaciones de los centros educativos. Las familias pobres que realmente no pudieran pagar educación privada, serían asistidos por el Estado pero financiando la demanda y no la oferta, por medio de vouchers o bonos escolares con libertad de elección. La base de esta reforma social sería el principio de propiedad privada.  

#### Reforma de la atención médica
Se privatizaría y desregularía la salud. Los médicos, enfermeros, el personal administrativo y demás profesionales de la salud, adquirirían como pasivo laboral las instalaciones de los centros de atención médica. Las familias pobres que realmente no pudieran pagar servicio de salud privado, serían asistidos por el Estado pero financiando la demanda y no la oferta, por medio de vouchers o bonos con libertad de elección. La base de esta reforma social sería el principio de propiedad privada. 

#### Reforma de las jubilaciones y pensiones.
Con base al mismo esquema de la educación y la salud, se propone poner las Cajas de Jubilación y las pólizas en manos de los administradores de fondos y no del Estado, para que jubilados y pensionados puedan escoger con entera libertad la Caja o Fondo Previsional de su preferencia, con el tipo de plan, póliza o contrato de su elección, del lado de la demanda, y del lado de la oferta, para que las compañías administradoras puedan competir, en calidad, variedad y precios. En otras palabras: privatizar y desregular los sistemas de jubilaciones y pensiones. En la transición, los trabajadores, retirados y pensionados pobres, también han de ser asistidos por el Estado, con cupones, para pagar por las pólizas en las Cajas o Fondos Previsionales de su elección. De igual manera que en laa reformas a la educación y la salud, los cupones han de ser reembolsados por el Estado a aquellos institutos privados o privatizados que los usuarios hayan escogido para servirse.

### El Impuesto de las tres “U”
Alberto Mansueti propone la disminución de impuestos estableciendo un impuesto plano que llamó de “el impuesto de de las tres U”, que sería Único (ese solo); Universal (sin excepciones); y Uniforme (igual para todos), con un porcentaje específico a los ingresos de las personas físicas.
Los ingresos recaudados serían usados para sostener las tres funciones estatales propias de Defensa/Seguridad, de Administración de Justicia y de obras públicas de infraestructura física a nivel nacional. Y también para financiar el gasto social para las tres series de bonos o cupones para la educación, la atención médica, y las jubilaciones de los más pobres.
Mansueti cree en el Efecto Laffer, planteado por Arthur Laffer, lo que explicaría porque ese único impuesto sería suficiente para sufragar los gastos del Estado.
Aunado a esto se propone un Federalismo Fiscal. Bajo el principio que todo departamento, Estado, municipio o ciudad, que quiera más gasto público, para los fines que sea, lo pague con el dinero de su propio bolsillo.

### Teoría de la sociedad de dos pisos.
Alberto Mansueti planteó la teoría de la sociedad de dos pisos que argumenta que en lo político, predominan las ''leyes malas'', de varias clases. Para los de la sociedad de “de arriba” las leyes son mercantilistas en economía, dinero, banca y finanzas, que favorecen al “sector formal” establecido; y para los de la sociedad de “de abajo” las leyes “sociales”, ofrecen miserables “planes de asistencia”, y pésimos “servicios públicos” en educación, cuidado médico y cajas de jubilaciones. Para Mansueti los voceros del sistema declaran en favor de las PyMes y microempresas, lo que en la práctica significa: “arréglate como puedas”. Por su lado, las leyes de partidos políticos imponen altas “barreras de entrada” y así garantizan sus privilegios a los malos políticos, impidiendo la emergencia de partidos en contra del statu quo que hagan reformas de fondo.
La teoría argumenta que en el piso de arriba, los empresarios formales disfrutan sus ventajas monopolistas y oligopolistas y los malos políticos reparten mendrugos y migajas entre los pobres para ser sometidos en calidad de clientela electoral; a estos Alberto llama “los pobres de arriba”, que son aquellos que no tienen dinero pero sí influencia política. La teoría también dice que en el piso inferior están los empresarios informales, que pueden acceder a los segmentos privados en la educación, atención médica y jubilaciones, aunque no cuentan con nexos políticos. Muchos de ellos son ricos y hasta muy ricos, pero en ese mismo piso está la gran mayoría, muy por debajo de la “línea de pobreza”, dejados a su suerte. Para solucionar estos problemas es que Alberto Mansueti incluyó tres reformas sociales en su programa político.

## Vida personal
Alberto Mansueti fue criado en una familia católica, sin embargo, en su adultez se convirtió al anglicanismo y fue confirmado en la Parroquia Anglicana El Buen Pastor de Lima, Perú. Mansueti contrajo matrimonio en su estadía en Venezuela, del cual nació su única hija María Victoria, a finales de los años 70. A causa de su matrimonio obtuvo la nacionalidad venezolana, sin embargo la perdió cuando Nicolás Maduro llegó al poder. Actualmente está divorciado de su primer y único matrimonio legal.

## Libros
- Punto de Cruce: ¿estancamiento o cambio de rumbo? (1990)
- ¿Qué es el liberalismo? (1991)
- La salida o la solución a los problemas económicos del Perú (2003)
- Las leyes Malas y el camino de salida (2009)
- Las leyes malas: derecho, economía y religión (2016)

## Distinciones
- Reconocimiento por trayectoria política y académica otorgada por el Foro Liberal de América Latina